# Синеке
Си́неке (нидерл. Sieneke; род. 1 апреля 1992 в Неймегене) — нидерландская певица и стилист. Участвовала в Евровидении 2010 как представитель Нидерландов с песней «Ik ben verliefd» («Я влюблена»). Заняв 14-е место во втором полуфинале, не смогла пройти в финал конкурса.

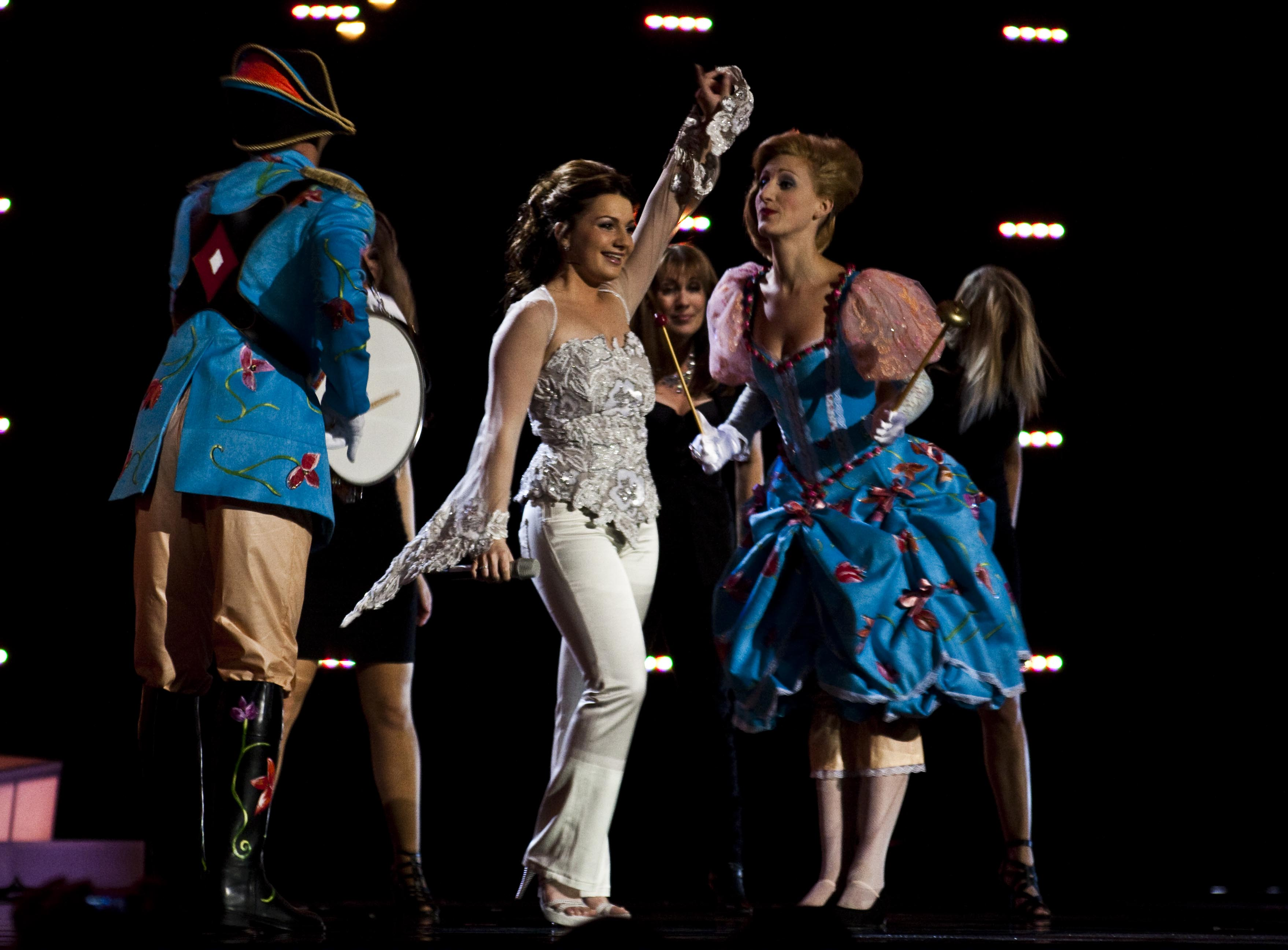
Синеке на Евровидение 2010

## Дискография

### Альбомы
- It’s my dream (2007)
- Sieneke (2010)

### Синглы
- Ik ben verliefd (2010)
- Blijf vannacht bij mij (2010)
- Doe dat nooit meer (2011)